# Cercasi AAAmore
Cercasi AAAmore è un singolo della band Dari, contenuto nell'EP Sottovuoto: d-VERSION.
Il brano è stato una colonna sonora dell'estate 2009.